# Männerwelten
Männerwelten ist der Titel eines 15-minütigen Beitrags über Sexismus und sexualisierte Gewalt, der von Joko Winterscheidt und Klaas Heufer-Umlauf bzw. deren Produktionsfirma Florida TV im Rahmen von Joko & Klaas LIVE produziert und am 13. Mai 2020 zur Hauptsendezeit bei dem Fernsehsender ProSieben gezeigt wurde. Die Sendung sahen 2,04 Millionen Zuschauer live, auf YouTube und Instagram erreichte das Video innerhalb weniger Tage mehr als 20 Millionen Aufrufe.

## Hintergrund
In der Fernsehshow Joko & Klaas gegen ProSieben können die beiden Moderatoren Joko Winterscheidt und Klaas Heufer-Umlauf im Falle eines Sieges in verschiedenen Spielen gegen den Sender für den darauffolgenden Tag 15 Minuten Sendezeit zur Prime Time gewinnen. Ihren Sieg in der am 12. Mai 2020 ausgestrahlten Show nutzten Heufer-Umlauf und Winterscheidt dazu, in der Sendung Joko & Klaas LIVE am 13. Mai 2020 den Beitrag Männerwelten zu zeigen.

## Inhalt
In der Sendung führte die Autorin Sophie Passmann durch verschiedene Kellerräume, in denen die fiktive Ausstellung Männerwelten zu sehen ist. An den einzelnen Stationen der Ausstellung waren prominente und nicht-prominente Frauen beteiligt. So präsentierte die Moderatorin Palina Rojinski eine Galerie von Penisfotos, die ihr und ihren Freundinnen ungewünscht im Internet zugesandt wurden. Die Fernsehmoderatorinnen Katrin Bauerfeind und Jeannine Michaelsen, die Moderatorin Visa Vie und das Model Stefanie Giesinger lasen Internetpostings über sich selbst vor, in denen sie mit sexualisierter Gewalt bedroht und beleidigt wurden. Collien Ulmen-Fernandes und Katrin Bauerfeind trugen auch Ausschnitte aus Chats vor, in denen Männer schreiben, wie sie die Frauen „ficken“ wollen, und sie als „Huren“ titulieren. Frauen berichteten aus dem Off von tätlichen sexualisierten Angriffen, etwa im Taxi oder im Fahrstuhl. In einem Raum wurden Kleidungsstücke gezeigt, die Betroffene getragen haben, als sie vergewaltigt wurden, dazu wurden Textpassagen vorgelesen, in denen sie schildern, was ihnen passiert ist.

## Rezeption
Das Video erhielt sehr viel Aufmerksamkeit in Politik und Medien. Bundesfrauenministerin Franziska Giffey ließ mitteilen, ihr Ministerium begrüße jedes Engagement, „das unsere Bemühungen um mehr öffentliche Aufmerksamkeit für diese Problematik unterstützt“. Außenminister Heiko Maas dankte allen Frauen, die „von ihren grausamen Erfahrungen berichtet haben“. Der SPD-Europaabgeordnete Tiemo Wölken nannte das Video „die wahrscheinlich wichtigsten 15 Minuten Fernsehen des Jahres“. Die beteiligten Frauen hätten „uns Männern den abscheulichen #Männerwelten-Spiegel vorgehalten“.
Julia Kepenek vom Stern schrieb: „Dieser Beitrag zur Primetime ist wichtig, erschütternd und längst überfällig. Joko und Klaas haben mal wieder gezeigt, dass sie ihre Sendezeit nicht nur für albernen Klamauk nutzen können, sondern auch für ernste Anliegen. Wer diese Viertelstunde verpasst hat, sollte sie sich schleunigst ansehen.“
In der Frankfurter Allgemeinen Zeitung stellte Elena Witzeck fest, das Video mache sehr nachdenklich: „Wie kann es sein, dass sich die Hälfte der Frauen, ein Viertel der Bevölkerung, mit diesem Problem herumschlagen muss – und noch immer nichts passiert? Warum lassen sich die großen Plattformen beim Schutz von Frauen nicht mehr in die Pflicht nehmen? Und wieso, zur Hölle, gibt es immer noch so viele Hürden, bürokratische, soziale, psychische, dass nur ein Zehntel aller Frauen es wagt, eine Verurteilung ihres Vergewaltigers zu fordern? Einige dürfte der Beitrag nicht nur fassungslos, sondern schlicht zornig gemacht haben. Man darf annehmen, dass das sein Ziel war. Und dass der Protest nicht leiser wird – so unbequem und fordernd er manchem auch erscheint.“
Bei Twitter trendete der Hashtag #Männerwelten am Tag der Ausstrahlung in Deutschland. Viele User lobten das Video und berichteten von eigenen Erfahrungen. Kritisiert wurde jedoch, in dem Video würden nur bestimmte Frauentypen präsentiert, während die beschriebenen Gewalttaten allen passieren könnten. Auch Carolina Schwarz bemängelte in ihrer Rezension in der taz, es seien Frauen unerwähnt geblieben. „Doch die fehlende Perspektive von LGBTIQ Menschen, Women of Color oder Frauen mit Behinderung ist keine Kleinigkeit. Frauen mit Behinderung sind zwei- bis dreimal so häufig von sexualisierter Gewalt betroffen wie andere. Women of Color werden deutlich häufiger Opfer digitaler Gewalt als weiße Frauen. Diese Frauen hätten im Video zu Wort kommen müssen.“
Die Journalistin Sonja Eismann vom Missy Magazine kritisierte, in der Ausstellung würden sexualisierte Übergriffe als etwas „krasses“ und „gruseliges“ präsentiert, dabei seien sie Alltag. Mit ihrem „Horrorfaktor“ im dunklen Keller erinnere die Ausstellung sie an die Ausstellung „Körperwelten“, in der sezierte Menschen gezeigt werden.
In einem Interview mit dem Spiegel bezeichnete die Soziologie-Professorin Barbara Krahé das Video als einen wichtigen Beitrag, um das Bewusstsein für sexuelle Übergriffe bei manchen erst entstehen zu lassen. Es sei auch ein kämpferisches Zeichen, dass man nicht bereit sei entsprechendes Verhalten weiter zu tolerieren.
In der Liste der erfolgreichsten YouTube-Videos des Jahres 2020 landete der Film auf dem zweiten Platz.

## Kontroverse um Joko Winterscheidt und Klaas Heufer-Umlauf
Nach der Ausstrahlung des Videos wurde ein Vorfall aus dem Jahr 2012 thematisiert, bei dem Joko Winterscheidt in einem Video in der ZDF-Sendung Neo Paradise auf Aufforderung Heufer-Umlaufs eine Messe-Hostess auf der IFA körperlich angriff, indem er ihr an die Brust und den Hintern fasste. Laut ZDF wurden die Bewegungen lediglich angedeutet. Heufer-Umlauf kommentierte den Übergriff mit den Worten: „Die stand da wirklich und hat sich richtig entwürdigt gefühlt. Die fährt jetzt gleich nach Hause und dann wird die erst mal schön heulen unter der Dusche, die steht dann sechs Stunden unter der Dusche!“ Joko und Klaas entschuldigten sich im Oktober 2012 für den Vorfall. Man müsse an den Vorfall erinnern, schrieb Alice Bota in der Zeit. „Weil selbst jene, die heute die Guten geben, nicht immer die Guten waren. Weil sexuelle Übergriffe als TV-Unterhaltung nicht verstaubtes Fernsehprogramm aus den 50ern sind, sondern ziemlich aktuell.“ In seinem Podcast Baywatch Berlin äußerte sich Klaas Heufer-Umlauf zu der Kritik. Er habe „selbst schon mal blöde Witze gemacht“ – auch solche, die er rückblickend als „dämlich und verletzend“ einschätze. „Da schämt man sich für sich selbst“, sagte Heufer-Umlauf.

## Auszeichnungen
Grimme-Preis
- 2021: Auszeichnung in der Kategorie „Unterhaltung“[14]

Nannen Preis
- 2021: Sonderpreis[15]